# Lago Pfäffikersee
O Lago Pfäffikersee é um lago localizado no cantão de Zurique, perto da cidade de Pfäffikon, na Suíça. Este lago tem 5 km de comprimento e 1,3 km de largura ao centro. 
Tem a sua origem na última idade do gelo, quando uma Morena bloqueou o lado norte do mesmo em direcção a Winterthur.